# Erivaldo Antonio Saraiva
Erivaldo Antonio Saraiva (sinh ngày 22 tháng 11 năm 1980) là một cầu thủ bóng đá người Brasil.

## Sự nghiệp câu lạc bộ
Erivaldo Antonio Saraiva đã từng chơi cho Shonan Bellmare.

## Thống kê câu lạc bộ

### J.League
| Đội             | Năm       | J.League | J.League | J.League Cup | J.League Cup | Tổng cộng | Tổng cộng |
| Đội             | Năm       | Trận     | Bàn      | Trận         | Bàn          | Trận      | Bàn       |
| --------------- | --------- | -------- | -------- | ------------ | ------------ | --------- | --------- |
| Shonan Bellmare | 2010      | 8        | 0        | 0            | 0            | 8         | 0         |
| Tổng cộng       | Tổng cộng | 8        | 0        | 0            | 0            | 8         | 0         |